# Gastroxya schoutedeni
Gastroxya schoutedeni är en spindelart som beskrevs av Benoit 1962. Gastroxya schoutedeni ingår i släktet Gastroxya och familjen hjulspindlar. Inga underarter finns listade i Catalogue of Life.